# Gonotypus melanostoma
Gonotypus melanostoma är en stekelart som först beskrevs av Thomson 1887.  Gonotypus melanostoma ingår i släktet Gonotypus och familjen brokparasitsteklar. Arten är reproducerande i Sverige. Inga underarter finns listade i Catalogue of Life.